# Balthazar de Torres
Pour les articles homonymes, voir Torres.
Balthazar de Torres, né en 1563, à Grenade (Espagne) et mort (exécuté) le 20 mars 1626 à Nagazaki au Japon, est un prêtre jésuite espagnol, missionnaire au Japon. 

## Biographie
Balthasar de Torres rejoint la Compagnie de Jésus en 1579 alors qu'il n'avait que 16 ans. Destiné aux missions lointaines il est envoyé à Goa avant de rejoindre Macao où il est ordonné prêtre. Sa première mission est l'enseignement. En 1600, il est envoyé au Japon et commence son travail de missionnaire. Lorsque le Japon décide l'expulsion de tous les missionnaires catholiques il choisit de rester clandestinement. Une telle décision le condamne. Lui et son catéchiste, Michael Tozó, sont capturés dans un petit village près de Nagasaki le 20 mars 1626 et emprisonnés à Omura. Torturé, brûlé vif, il meurt avec 7 autres prêtres jésuites.

## Sa vénération
Mort martyr pour la foi chrétienne, il fut béatifié avec plusieurs autres martyrs dont Francisco Pacheco le 7 mai 1867 par le pape Pie IX. Liturgiquement il est commémoré le 20 juin. 